# سركان شاي أوغلي
سَركان شاي أوغلي (بالتركية: Serkan Çayoğlu)‏ مواليد 31 مايو 1987 ممثل وعارض أزياء تركي، ولد في ألمانيا لعائلة تركية. عاد إلى تركيا بعد اتمامه دراسته في مجال الاقتصاد في إحدى جامعات ألمانيا، ليبدأ العمل كعارض أزياء، وبعدها قرر الاتجاه إلى التمثيل ولجأ إلى عدة نجوم مخضرمين من أجل الحصول على دروس في التمثيل والمسرح، وقد ظهر سركان شاي أوغلي لأول مرة عام 2012 على الشاشة التركية، بدور صغير في مسلسل «الشمال والجنوب» وعام 2014 في مسلسل «تلة الزيتون» وحصل على دور البطولة في مسلسل «موسم الكرز» الذي حقق نسبة مشاهدة عالية ونجاحا ساحقا جعلت اسم سركان على قائمة النجوم الشباب في تركيا، وأكسبته شهرة كبيرة خارج تركيا وأيضا في الوطن العربي.

## أعماله
| السنة     | المسلسل              |
| --------- | -------------------- |
| 2012      | عودة مهند            |
| 2014      | تلة الزيتون          |
| 2015-2014 | موسم الكرز           |
| 2016      | حب حياتي             |
| 2019      | حلقه                 |
| 2020      | حياة جديدة           |
| 2021      | كان يا مكان في قبرص  |
| 2024-     | محمد: سلطان الفتوحات |

## روابط خارجية
- سركان شاي أوغلي على موقع IMDb (الإنجليزية)
- سركان شاي أوغلي على موقع روتن توميتوز (الإنجليزية)
- سركان شاي أوغلي على موقع قاعدة بيانات الفيلم (الإنجليزية)
- سركان شاي أوغلي على موقع كينوبويسك (الروسية)